# Єпатко Анна Вікторівна
Єпатко Анна Вікторівна (нар. 21 травня 1992, Стрий, Львівська область) — акторка Львівського академічного драматичного театру імені Лесі Українки, режисерка, перформерка.

## Біографія
Народилася у м. Стрий, Львівської області, там же здобула середню освіту. Відвідувала різні гуртки, (кікбоксинг, легка атлетика, клуб юних натуралістів, гурток з шиття, бальні танці) проте ніде довго не затримувалась, окрім гуртка з малювання. Планувала і готувалась до вступу на дизайнера інтер’єру. Про існування акторської спеціальності випадково дізналась коли розносила документи по різних навчальних закладах.
З 2011 року працює актрисою драми Львівського академічного драматичного театру імені Лесі Українки.

## Акторські роботи в театрі
Львівський академічний драматичний театр імені Лесі Українки
- 2011 — Джмелик, Метелик, «Пригоди невгамовного Зайчика та Червоної Шапочки» (реж. Людмила Колосович);
- 2011 — Русалка, «Лісова пісня» (реж. Людмила Колосович);
- 2011 — Ангел, «Дорога Вифлеєму» (реж. Людмила Колосович);
- 2011 — Ангел, Чорт, «Вертеп» (реж. Людмила Колосович);
- 2012 — Мати Ріккі-Тіккі-Таві, «Великі подвиги маленького Ріккі-Тіккі-Таві» (реж. Людмила Колосович);
- 2012 — Душа, «І все-таки я тебе зраджу» (реж. Людмила Колосович);
- 2012 — Глорія Гулок, «Моя дорога Памела або Як уколошкати стареньку» (реж. Людмила Колосович);
- 2012 — Домаха, «Search: www.МатиНАЙмичкА.com.ua» (реж. н.а. України Григорій Шумейко);
- 2013 — Артистка Г., вона ж Катюша, «Анатомія Театру» (реж. Людмила Колосович);
- 2013 — Анарда, «Собака на сіні» (реж. Людмила Колосович);
- 2014 — Україна, «Стіна» (реж. Людмила Колосович);
- 2014 — Марі, «Готель поміж двох світів» (реж. н.а. України Богдан Козак);
- 2014 — Мешканка села, «DIVKA» (реж. Олексій Коломійцев);
- 2014 — «Вівісекція», (реж. Олексій Коломійцев);
- 2014 — «Антиформалістичний райок» (реж. Олексій Коломійцев);
- 2015 — Слава, драма «Баба Пріся» (реж. з.д.м. України Олексій Кравчук);
- 2015 — рок-опера «Ірод» (реж. Олексій Коломійцев);
- 2015 — Сестра Грегора, пластична драма «Перетворення» (реж. Артем Вусик);
- 2016 — Російськомовна медсестра Оля, Сталін трагікомедія, «Слава героям» (реж. з.д.м. України Олексій Кравчук);
- 2016 — документальний перформанс “ Дух театру.Операція екзарцизм” (режисер Павло Ар'є);
- 2016 — Ре, треш-детектив «Людина в підвішеному стані» (реж. Ігор Білиць);
- 2017 — Олімпіада Іванівна, «Любов)», вистава-дослідження за мотивами драми «Блакитна троянда» Лесі Українки (реж. Артем Вусик);
- 2017 — Племінниця, Гробар, вистава для всієї родини «Різдвяна історія» (реж. Олена Апчел);
- 2018 — Зайчик, алегорична комедія, «боженька» (реж. Ігор Білиць).

Режисерські роботи
- 2016 — пластична вистава «Білосніжка» за мотивами казки братів Грімм;
- 2017 — пластичний перформенс «Ліс химер» в рамках святкової програми «Різдвяні чудеса в театрі Лесі»

## Інші проєкти
- 2014 — Смерть, яка приходить до Марії Сюарт в образах її чоловіка,її коханця,служниці і сестри Єлизавети «Марія Стюарт»,режисерська дипломна робота Олесі Галканової;
- 2015 — Роксі, сценічне читання “Порушники” в театрі ім. Леся Курбаса, режисер Ігор Матіїв;
- 2015 — Леся, фільм «Julia Blue», режисерка Роксі Топорович;
- 2016 — участь у польсько-українській копродукції «Мій дід копав, мій батько копав, а я не буду…», режисура Аґнєшка Блонська, Роза Саркісян;
- 2016 — перформенс «Знай своє місце» на Першій сцені сучасної драматургії «Драма.UA»;
- 2017 — Ведмедик, перформативне читання «Боженька» на Першій сцені сучасної драматургії «Драма. UA» (реж. Ігор Білиць);
- 2017 — Катя, вистава «Сад», копродукція британського режисера та драматурга Джека Кловера і Першої сцени сучасної драматургії «Драма.UA»;
- 2017 — сценічне читання «Обіг святих у природі» Сильвестр Лаврік,режисер Сильвестр Лаврік, перша сцена сучасної драматургії «Драма. UA»;
- 2018 — сценічне читання «УФО» Іван Верипаєв, режисер Олег Онещак, перша сцена сучасної драматургії «Драма. UA».

## Нагороди та визнання
- 2013 — диплом «Краща жіноча роль другого плану» на ІІ Регіональному фестивалі «На краю осені з Мельпоменою» (м. Хмельницький) за роль Анарди у виставі «Собака на сіні» Лопе де Веги (реж. з.а. України Людмила Колосович);
- 2014—2015 — асистентка кафедри театрознавства і акторської майстерності факультету культури і мистецтв Львівського національного університету імені Івана Франка (викладачка акторських тренінгів);
- 2015 — нагороджена почесною грамотою за внесок у розвиток національного театрального мистецтва від Львівської обласної держадміністрації.